# Munkorgsstadgan
Munkorgsstadgan, även kallad enighetsresolutionen, är i svensk politiska historia benämningen på den lojalitetsförklaring som den socialdemokratiska partiledningen avkrävde det Socialdemokratiska ungdomsförbundet (SDUF) i form av ett ultimatum vid den socialdemokratiska partikongressen i februari 1917.

## Förlopp

### Ungdomskongressen  1909
På det socialdemokratiska ungdomsförbundets (SDUF) kongress 1909 hade vänsterfalangens Zeth Höglund vunnit över motståndaren och tillika högerfalangens kandidat Per-Albin Hansson, stödd av Hjalmar Branting, om ordförandeposten i förbundet. Vid kongressen röstades Hansson bort från centralstyrelsen (förbundsstyrelsen) och vänsterfalangen övertog ledningen av förbundet.
SDUF-kongressen antog den nybildade tidningen Stormklockan som förbundstidning istället för den skånebaserade tidningen Fram för vilken Hansson var redaktör, samt flyttade förbundskontoret från Malmö till Stockholm. Efter kongressen skärpte ungdomsförbundet tonen mot den socialdemokratiska partiledningen som beskrevs som steril och tanklös och Höglund anförde benhård byråkrati, slöhet, småsinne och kotteriväsende som beskrivning på den socialdemokratiska ledningen.

### Antimilitarism och ministersocialism
Under kongressen hade en hårdare antimilitaristisk position intagits och ju närmare första världskriget tiden led desto hårdare blev konflikterna mellan partiledningen och ungdomsförbundet. Ungdomsförbundet menade att partiledningen i praktiken inte ställt bakom internationalismen. Även 1911 års framgångsrika riksdagsval gav upphov till slitningar mellan den socialdemokratiska partihögern med Hjalmar Branting i spetsen och partiets vänsterfalang främst företrädd av ungdomsförbundet och Zeth Höglund i frågan om ministersocialism, som rörde ett koalitionssamarbete med liberalerna.

### Första världskriget och Borgfred
Med anledning av Första världskriget ingick Hjalmar Branting och partiledningen för socialdemokraterna en borgfred med högerregeringen, och Branting menade att på grund av kriget måste de inre motsättningarna inom landet bortses från och landets befolkning sluta upp bakom nationen mot det yttre hotet. Ungdomsförbundet tog aktivt ställning mot den av Branting företrädda linjen.

### Partikongressen 1914
Inför partikongressen i november 1914 hade slitningarna inom arbetarrörelsen lett fram till att representanter ur såväl ungdomsförbundet som partiet arbetat fram en policy som beskrev relationen mellan organisationerna. Uttalandet antogs av båda organisationers respektive kongresser men med en betydande skillnad. Den av partiet antagna lydelse var:
| ” | ...ungdomsförbundet förklarar sig å sin sida redo att vid alla tillfällen främja partiets verksamhet i full överensstämmelse med av partiet och dess underavdelningar fattade beslut. | „ |

Till ungdomsförbundets kongressen 1914 hade centralstyrelsen föreslagit följande lydelse:
| ” | ...ungdomsförbundet förklarar sig å sin sida redo att vid alla tillfällen främja partiets verksamhet i full överensstämmelse med partiets program och socialismens principer. | „ |

Den föreslagna förändrade skrivningen röstades igenom av SDUF:s kongress med 147 röster mot 5.
Kongressen antog också ett uttalande där förbundet menade att den socialdemokratiska riksdagsgruppen i väsentligt mån frångått partiets program, främst syftande på försvarsfrågan angående nedrustning.

### Zimmerwaldkonferensen
Efter att Andra internationalen brutit samman på grund av att de i flertalet länder högerdominerande partiledningarna inom socialdemokratin slutit upp bakom försvaret av nationen sammanträdde Zimmerwaldkonferensen. Konferensen, som hölls i Zimmerwald i Schweiz mellan 5 och 8 september 1915, innebar att steg togs för skapandet av en ny arbetarinternational och blev för den europeiska socialdemokratiska vänstern ett viktigt redskap i kampen mot kriget och borgfred. Representanter från Sverige vid den internationella konferensen var Zeth Höglund och Ture Nerman.

### Arbetarfredskongressen
I och med arbetarfredskongressen 18 till 19 mars 1916 nådde konflikten mellan partiet och ungdomsförbundet sitt klimax. Konferensen sammankallades av ungdomsförbundet efter att såväl LO-ledningen som partiledningen avvisat idén. Till kongressen kom 265 ombud som representerade runt 40 000 medlemmar inom socialdemokratiska partiet, fackföreningsrörelsen och ungdomsförbundet. Kongressen diskuterade de metoder som skulle användas utifall Sverige drogs in i kriget. Kongressen antog manifestet Fred till varje pris.
Kongressen ifrågasattes av majoriteten i partiledningen redan innan den hunnit sammanträda. I Social-Demokraten menade partiledningen att ungdomsförbundet genomfört illojal skumraskmanöver av det slaget som partiet och fackföreningsrörelsen på intet vis vare sig kan eller får tåla.

### Partikongressen 1917
Inför det socialdemokratiska partiets tionde partikongress år 1917 skrev Gustav Möller i Tiden en artikel om ungdomsförbundets förbrytelser mot partiet. Möller anför den av partiledningen framlagda skrivning till resolution som skall behandlas vid kongressen där det ultimatum som leder till att ungdomsförbundet och partivänstern lämnar partiet presenteras i tre punkter:
att den första härefter sammanträdande kongressen för Socialdemokratiska ungdomsförbundet
1. återkallar 1914 års ungdomskongress’ ogrundade beskyllning mot den socialdemokratiska riksdagsgruppen att ha "i väsentlig mån frångått partiets program";
2. återkallar beslutet från 1914 om särpolitik vid kommande riksdagsmannaval, samt
3. godkänner i oförändrat skick den s. k. enighetsresolutionen och därigenom förklarar, att ungdomsförbundet är "redo att vid alla tillfällen främja partiets verksamhet i full överensstämmelse med av partiet och dess underavdelningar fattade beslut".[1]

Branting anförde på kongressen de springande punkterna bakom resolutionen som varande problem i ungdomsförbundets hållning jämte partiet. Bakgrunden angavs ligga i ändringen i den så kallade enighetsresolutionen (munkorgsstadgan), deltagandet i Zimmerwaldkonferensen, sammankallandet arbetarfredskongressen, grundandet av tidningen Politiken med mera. Valet ungdomsförbundet hade var att antingen ställa sig bakom resolutionen eller ställa sig utanför partiet.
En tid innan den socialdemokratiska kongressen 1917 antog partiledningens resolution hade ungdomsförbundet genomfört en medlemsomröstning och avgjort frågan för sin del; med 5 428 röster mot 158 hade ungdomsförbundet avvisat partistyrelsens ultimatum. Vid det Socialdemokratiska ungdomsförbundets kongress 13 till 16 maj 1917 bildade organisationen Sveriges socialdemokratiska vänsterparti.